# شتالاج الثالث عشر-سي
```
شتالاج الثالث عشر-سي
معسكرًا
 
لأسرى
 
الحرب في
 
الجيش الألماني في
 
الحرب العالمية الثانية
 ( 
شتالاج
 ) مبنيًا على ما كان معسكر التدريب في 
هاملبورغ
،
فرانكونيا السفلى
، 
بافاريا
، ألمانيا. 
```

## تاريخ المخيم
هاميلبورغ كان معسكر تدريب كبير للجيش الألماني، أقيم في عام 1893. تم استخدام جزء من هذا المعسكر كمخيم أسرى حرب لأفراد جيش الحلفاء في الحرب العالمية الأولى. بعد عام 1935 كان معسكر تدريب ومنطقة تدريب عسكرية للجيش الألماني الذي أعيد تشكيله حديثًا. 
في مايو 1940 تم إنشاء المخيم في أكواخ خشبية في الطرف الجنوبي من ملعب التدريب. كان من بين السجناء الأوائل جنود بلجيكيون وهولنديون وفرنسيون تم Hsvil خلال معركة فرنسا. في مايو - يونيو 1941 وصل يوغسلافيا، معظمهم من الصرب، من حملة البلقان، وبعد فترة وجيزة في يونيو - يوليو 1941 وصل جنود أستراليون وجنود كومنولث بريطانيون آخرون تم أسرهم خلال معركة كريت. 
في أبريل 1943 تم افتتاح أوفلاج الثالث عشر-بي في مكان قريب، مع نقل الضباط من أوفلاج الثالث عشر-إيه في نورمبرغ. 